# Ejército Popular de Checoslovaquia
El Ejército Popular Checoslovaco (en checo: Československá lidová armáda, en eslovaco: Československá ľudová armáda, ČSLA) fueron las fuerzas armadas del Partido Comunista de Checoslovaquia (KSČ) y la República Socialista Checoslovaca desde 1954 hasta 1989. Desde 1955 fue fuerza miembro del Pacto de Varsovia. El 14 de marzo de 1990, el nombre del Ejército se revirtió oficialmente a Ejército de Checoslovaquia, eliminando el adjetivo "Popular" del nombre. El Ejército de Checoslovaquia se dividió en el Ejército de la República Checa y las Fuerzas Armadas de la República Eslovaca después de la disolución de Checoslovaquia el 1 de enero de 1993.

## Transición al régimen comunista
El 25 de mayo de 1945 se aprobó la Organización Provisional de las Fuerzas Armadas de Checoslovaquia, según la cual se produjo una reorganización del ejército checoslovaco. Los soldados que habían luchado contra el nazismo en todos los frentes de la Segunda Guerra Mundial regresaron gradualmente. El territorio de Checoslovaquia se dividió en cuatro áreas militares en las que surgieron gradualmente más de 16 divisiones de infantería, que complementaron al Cuerpo de Tanques y la División de Artillería. El 1.er Cuerpo de Ejército Checoslovaco que había servido bajo el control soviético se convirtió en el 1er Ejército Checoslovaco, antes de convertirse en la 1.ª Área Militar. El optimismo inicial sobre los planes para reconstruir el ejército fue reemplazado por la desilusión, derivada de una economía de posguerra rota y la falta de recursos humanos y materiales. El ejército checoslovaco después de la guerra recibió el encargo de expulsar a alemanes y húngaros, y también participó en ayudar a la economía nacional. Además, unidades del Cuerpo de Seguridad Nacional participaron en los combates contra la Organización de Nacionalistas Ucranianos.
Después de 1948, cuando el Partido Comunista de Checoslovaquia tomó el poder, hubo cambios significativos en el ejército. Más de la mitad de los oficiales comenzaron a experimentar persecución al igual que los soldados, y muchos se vieron obligados a irse. Los procesos políticos se centraron principalmente en los soldados que lucharon en la Segunda Guerra Mundial en Europa Occidental, pero paradójicamente también hubo persecución de los soldados que lucharon en la guerra en el Frente Oriental. El ejército quedó completamente bajo el poder del Partido Comunista y en 1950 hubo una importante reorganización del modelo soviético, y las áreas militares fueron disueltas. En 1951 se firmó entre Checoslovaquia y la Unión Soviética el Acuerdo sobre la forma y los términos de liquidación de los equipos y materiales suministrados por el préstamo de la URSS de casi 44 millones de rublos para la compra de equipo militar, especialmente aviones y radares. Ha habido un aumento en la proliferación y aumento del número de militares del ejército, que desde 1953 superó los 300.000.
El informe final de la investigación de la Comisión de la Asamblea Federal para el esclarecimiento de los hechos del 17 de noviembre de 1989 caracterizó al Ejército Popular Checoslovaco de la siguiente manera: "...el Ejército Checoslovaco, junto con el SNB (la fuerza de policía popular) y la LM (la milicia obrera paramilitar), se entendía como una de las herramientas de poder directo diseñadas para el control de la sociedad y para el manejo inmediato de los problemas políticos internos; el Partido Comunista a través de un vasto personal de la Dirección Política Principal (HPS) del ČSLA penetró hasta en las unidades más bajas y de esta manera aseguraba virtualmente su influencia absoluta en el Ejército." Durante la Revolución de Terciopelo, el ministro comunista de Defensa Nacional, Milán Václavík, propuso utilizar el ejército contra los manifestantes, pero su sugerencia no fue escuchada.

## Componentes
El ČSLA estaba compuesto por Fuerzas Terrestres, Fuerzas Aéreas y Fuerzas de Defensa Aérea, bajo la dirección del Estado Mayor.

### Fuerzas Terrestres
De los aproximadamente 201 000 miembros del personal en servicio activo en el ČSLA en 1987, alrededor de 145 000, es decir el 72%, servían en las fuerzas terrestres (comúnmente conocidas como el ejército). Cerca de 100.000 de estos eran reclutas. Había dos distritos militares, occidental y oriental. Una lista de fuerzas de 1989 muestra dos ejércitos checoslovacos en el oeste, el 1° Ejército en Příbram con una división de tanques y tres divisiones de fusiles motorizados, el 4° Ejército en Písek con dos divisiones de tanques y dos divisiones de fusiles motorizados. En el Distrito Militar del Este, había dos divisiones de tanques, la 13° y la 14°, con sede de supervisión en Trenčín, en la parte eslovaca del país.
La doctrina militar checoslovaca prescribía grandes columnas de tanques que encabezaban los asaltos de infantería. Mientras las columnas blindadas aseguraban los objetivos, la infantería brindaría apoyo cercano con morteros, francotiradores, cañones antitanque y artillería media. La mayoría de los soldados de las Fuerzas Terrestres fueron reclutados a través del servicio militar obligatorio de 24 meses para todos los hombres entre 18 y 27 años.

### Fuerza Aérea
Las Fuerzas Aéreas y de Defensa Aérea del Ejército celebraban el 17 de septiembre de 1944 como fecha de fundación. En esa fecha, un regimiento de caza, tripulado por personal checoslovaco, el cs:První československý samostatný stíhací letecký pluk -1° Regimiento de Aviación de Caza Independiente de Checoslovaquia- voló hacia suelo eslovaco para participar en el Levantamiento Nacional Eslovaco. Este primer regimiento se convirtió en la 1ª División Aérea Mixta Checoslovaca, que luchó con los soviéticos. Sin embargo, fue solo seis años después de la guerra, en 1951, cuando las unidades checoslovacas comenzaron a recibir aviones de combate para crear una capacidad de combate.
La Fuerza Aérea Checoslovaca estaba totalmente equipada con aviones de combate supersónicos, helicópteros de ataque, sistemas de defensa aérea y equipos de seguimiento electrónico.

### Fuerza de Defensa Aérea
La defensa aérea del Ejército (PVOS, Protivzdušná obrana státu) contaba con unidades de misiles antiaéreos, cazas interceptores y unidades de radar y radiogoniometría, conocidas, según la terminología soviética, como unidades radiotécnicas.